# 돌로레스의 부르짖음

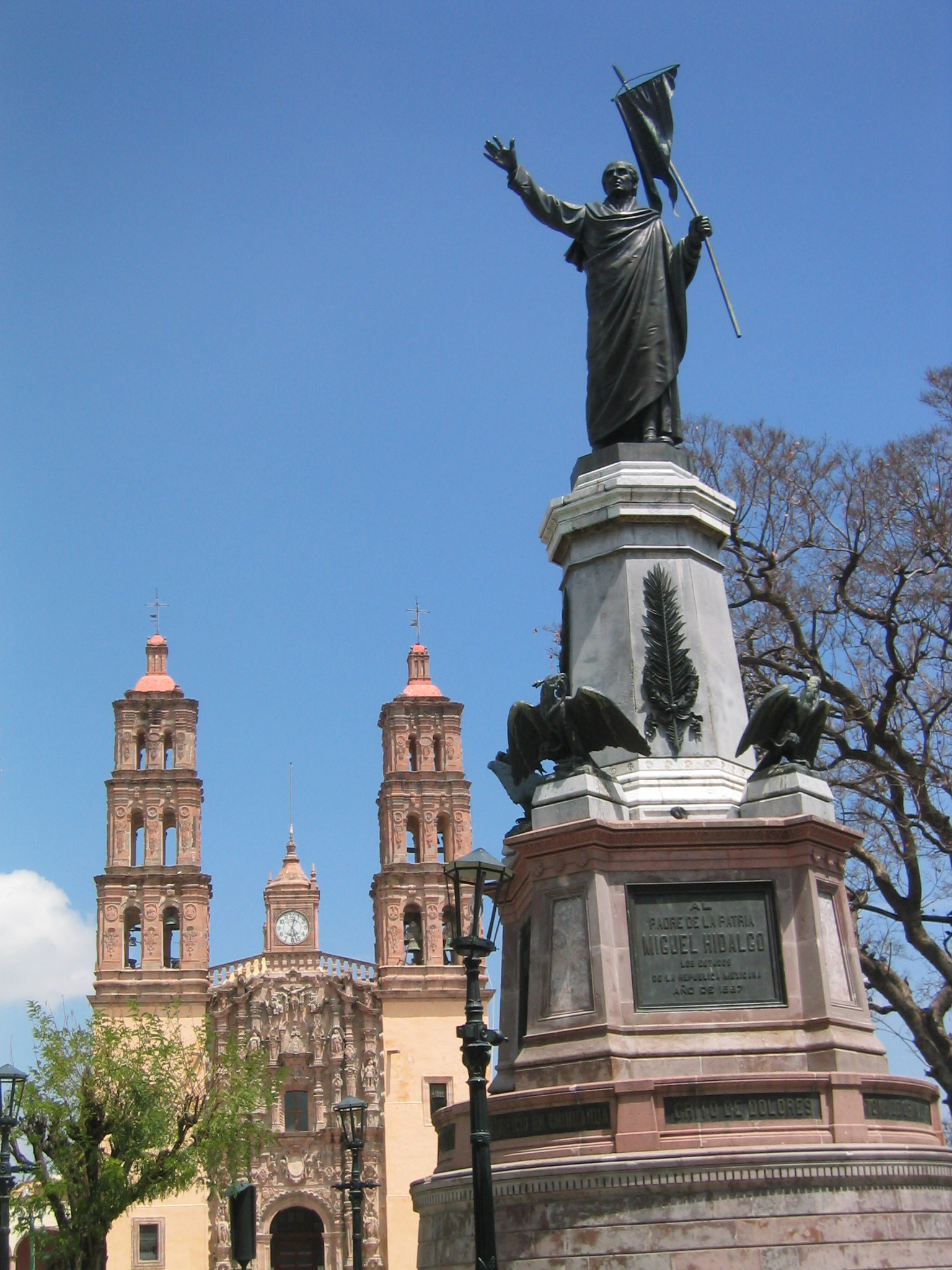
미겔 이달고의 조각상

돌로레스의 부르짖음(스페인어: Grito de Dolores 그리토 데 돌로레스[*])는 1810년 9월 16일에 과나후아토 근처, 돌로레스의 소도시에서 미겔 이달고(스페인어: Miguel Hidalgo)가 한 연설로, 멕시코 독립 전쟁의 시작으로 여겨지는 사건이다. 이 날을 멕시코에서는 기념하여 국경일로 삼고 있다.